# 三浦忠次郎
三浦 忠次郎（みうら ちゅうじろう、1888年（明治21年）4月23日 - 1962年（昭和37年）2月16日）は、大日本帝国陸軍軍人。最終階級は陸軍中将。功三級

## 経歴
1888年（明治21年）に東京府で生まれた。陸軍士官学校第25期、陸軍大学校第33期卒業。1935年（昭和10年）に朝鮮軍参謀に就任した。1937年（昭和12年）8月に陸軍歩兵大佐に進級し、陸軍士官学校附に発令され、1938年（昭和13年）に歩兵第4連隊長に就任した。
1939年（昭和14年）8月に陸軍少将に進級、歩兵第130旅団長（第13軍・第116師団）に就任し、日中戦争に出動。安慶に駐屯し、揚子江岸冬季作戦、皖南作戦、皖浙作戦、大別山作戦などの各作戦に参加した。1941年（昭和16年）10月に第4師団司令部附となり、1942年（昭和17年）7月18日に第4師団兵務部長を経て、12月2日に陸軍中将に進級し、第64独立歩兵団長に就任した。1943年（昭和18年）10月1日に第69師団長（第1軍）に親補され、霊宝会戦では本村千代太歩兵第59旅団長が戦死するなど激戦であったが、敵軍を撃砕した。その後第13軍隷下に編入され、終戦時は嘉定にあった。
1948年（昭和23年）1月31日、公職追放仮指定を受けた。